# هورست فولفغانغ بوهمه
هورست فولفغانغ بوهمه (بالألمانية: Horst Wolfgang Böhme)‏ هو مؤرخ عصور ما قبل التاريخ ألماني، ولد في 1 مايو 1940 في شتشين في بولندا.